# Mikałaj Harbaczonak
Mikałaj Nikandrawicz Harbaczonak (biał. Мікалай Нікандравіч Гарбачонак, ros. Николай Никандрович Горбачёнок, Nikołaj Nikandrowicz Gorbaczonok; ur. 12 grudnia 1971 w Bałbieczynie w rejonie szarkowszczyńskim) – białoruski matematyk; w latach 2008–2012 deputowany do Izby Reprezentantów Zgromadzenia Narodowego Republiki Białorusi IV kadencji.

## Życiorys
Urodził się 12 grudnia 1971 roku we wsi Bałbieczyno w rejonie szarkowszczyńskim obwodu witebskiego Białoruskiej SRR, ZSRR. Ukończył Grodzieński Uniwersytet Państwowy im. Janki Kupały, uzyskując wykształcenie matematyka, nauczyciela matematyki, informatyki i techniki obliczeniowej. Jest słuchaczem Instytutu Służby Państwowej Akademia Zarządzania przy Prezydencie Republiki Białorusi. Pracował jako nauczyciel matematyki w Obuchowskiej Szkole Średniej w rejonie grodzieńskim, pierwszy sekretarz Grodzieńskiego Komitetu Rejonowego Białoruskiego Patriotycznego Związku Młodzieży, pierwszy sekretarz Grodzieńskiego Komitetu Rejonowego Stowarzyszenia Społecznego „Białoruski Republikański Związek Młodzieży”.
27 października 2008 roku został deputowanym do Izby Reprezentantów Białorusi IV kadencji z Grodzieńskiego Wiejskiego Okręgu Wyborczego Nr 52. Pełnił w niej funkcję członka Stałej Komisji ds. Polityki Pieniężno-Kredytowej i Działalności Bankowej. Od 13 listopada 2008 roku był członkiem Narodowej Grupy Republiki Białorusi w Unii Międzyparlamentarnej. Jego kadencja w Izbie Reprezentantów zakończyła się 18 października 2012 roku.

## Życie prywatne
Mikałaj Harbaczonak jest żonaty, ma syna.